# Knut Kircher
Knut Kircher (Hirschau, 2 febbraio 1969) è un ex arbitro di calcio tedesco.

## Carriera
Dopo il classico iter nei campionati minori tedeschi, raggiunge la 2.Bundesliga nel 1998 e la massima divisione nel 2001. Il 1º gennaio 2004 riceve la nomina  FIFA.
L'8 settembre 2004  fa il suo esordio da internazionale in una gara tra nazionali maggiori nella partita tra Andorra e Romania, terminata 1-5 e valida per le qualificazioni ai mondiali del 2006.
Nel 2005 fa il suo esordio nella fase a gironi della Coppa UEFA (l'attuale Europa League), competizione in cui ha diretto la maggior parte delle sue gare da internazionale, tra cui anche due ottavi di finale.
Nel giugno del 2007 prende parte ai Campionati europei di calcio Under 21 nei Paesi Bassi, dirigendo due gare della fase a gironi ed una semifinale.
Nell'ottobre dello stesso anno fa il suo esordio nella fase a gironi della UEFA Champions League, dirigendo nell'occasione un match tra i russi del CSKA Mosca e i turchi del Fenerbahçe.
A livello di nazionali maggiori ha inoltre diretto varie partite di qualificazione a diverse edizioni di mondiali ed europei.
Nel dicembre 2012 viene ritirato dalle liste internazionali, continuando ad arbitrare esclusivamente in patria.

## Fonti
- Sito della UEFA, su UEFA.com.
- Sito della FIFA, su FIFA.com.
- Sito di curiosità sugli arbitri, su worldreferee.com.
- Sito della Federcalcio tedesca, su dfb.de.
- Sito tedesco di statistiche sul calcio, su weltfussball.de.